# DSA-243
La DSA-243 es una carretera perteneciente a la Red Secundaria de la Diputación Provincial de Salamanca que une las localidades de Valdelacasa y Navalmoral de Béjar.
Además también pasa por la localidad de Peromingo.

## Origen y Destino
La carretera  DSA-243  tiene su origen en Valdelacasa en la intersección con las carreteras  SA-214  y  DSA-245 , y termina en Navalmoral de Béjar, en la intersección con la carretera  DSA-250 , formando parte de la Red de carreteras de Salamanca.